# Ашера
Аше́ра (древноеврейски: אשרה) или Асират (още Асирту, Асирату, хетска Ашерту, аморейска Ашрату, преминала на иврит в Аше́ра) е ханаанска върховна богиня, почитана като Богиня-майка, съпруга на върховния бог Ел.
Изобразявана е като стъбло на дърво (т.е. като дърво на живота), което е неин символ. Името ѝ се среща в Стария завет.